# Charoen Pokphand
Charoen Pokphand Group Company, Ltd. (CP) (thai: เจริญโภคภัณฑ์) er et thailandsk konglomerat med hovedkvarter i Bangkok. Det er Thailands største privatejede virksomhed. De har 13 forretningsdivisioner og driver virksomhed i 21 lande. I 2020 havde de en årsomsætning på 82 mia. US $. De har 450.000 ansatte.
De har en kontrollerede aktiepost i Charoen Pokphand Foods (CPF),, som er Thailands største fødevarevirksomhed.
Charoen Pokphand driver detailhandelsvirksomheden "CP ALL" med 12.000 7-Eleven-butikker samt cash and carry forretningen CP Axtra.
Indenfor telekommunikation har de datterselskabet True Group, som har over 25 mio. mobiltelefonikunder.